# Mauritania en los Juegos Paralímpicos de Londres 2012
Mauritania estuvo representada en los Juegos Paralímpicos de Londres 2012 por dos deportistas, un hombre y una mujer. El equipo paralímpico mauritano no obtuvo ninguna medalla en estos Juegos.